# Bělehradské nábřeží (Budapešť)
Bělehradské nábřeží (maďarsky Belgrád rakpart) je nábřeží Dunaje na pešťské straně, v jižní části centra Budapešti. Nachází se mezi mosty Szabadság híd (most Svobody) a Alžbětiným mostem.
Nábřeží má svůj název podle bělehradské brány původního městského opevnění Pešti. Dříve (do roku 1948) se jmenovalo podle císaře Františka Josefa I.
Nábřeží vzniklo v 19. století v souvislosti s regulací dunajského břehu. Stálo zde také přístaviště. Roku 1904 zde začaly jezdit tramvaje.
Mezi významné objekty na nábřeží patří Bytový dům rodiny Lenzů z roku 1936 nebo památník námořníků z roku 1919.